# NEMO (muzeum)
NEMO je muzeum vědy a techniky, které se nachází v nizozemském městě Amsterdam. Jde o vědecké centrum v Nizozemsku, kde je možné objevovat svět vědy a technologie zábavnou cestou. Témata, na které se muzeum zaměřuje, jsou energie, komunikace a člověk.
Muzeum bylo otevřeno v roce 1997 původně pod názvem New Metropolis. Po finančních problémech v roce 2000 získalo současný název NEMO. V roce 2008 přilákalo muzeum 400 000 návštěvníků, což je nejvyšší počet od otevření v roce 1997. Budovu muzea, která připomíná kosmickou loď, je dílo italského architekta Renza Piana. Střešní terasa muzea poskytuje nádherný výhled na Amsterdam. Nachází se v bezprostřední blízkosti hlavního nádraží Amsterdam Centraal.